# سینه‌سفید نوک‌کلفت

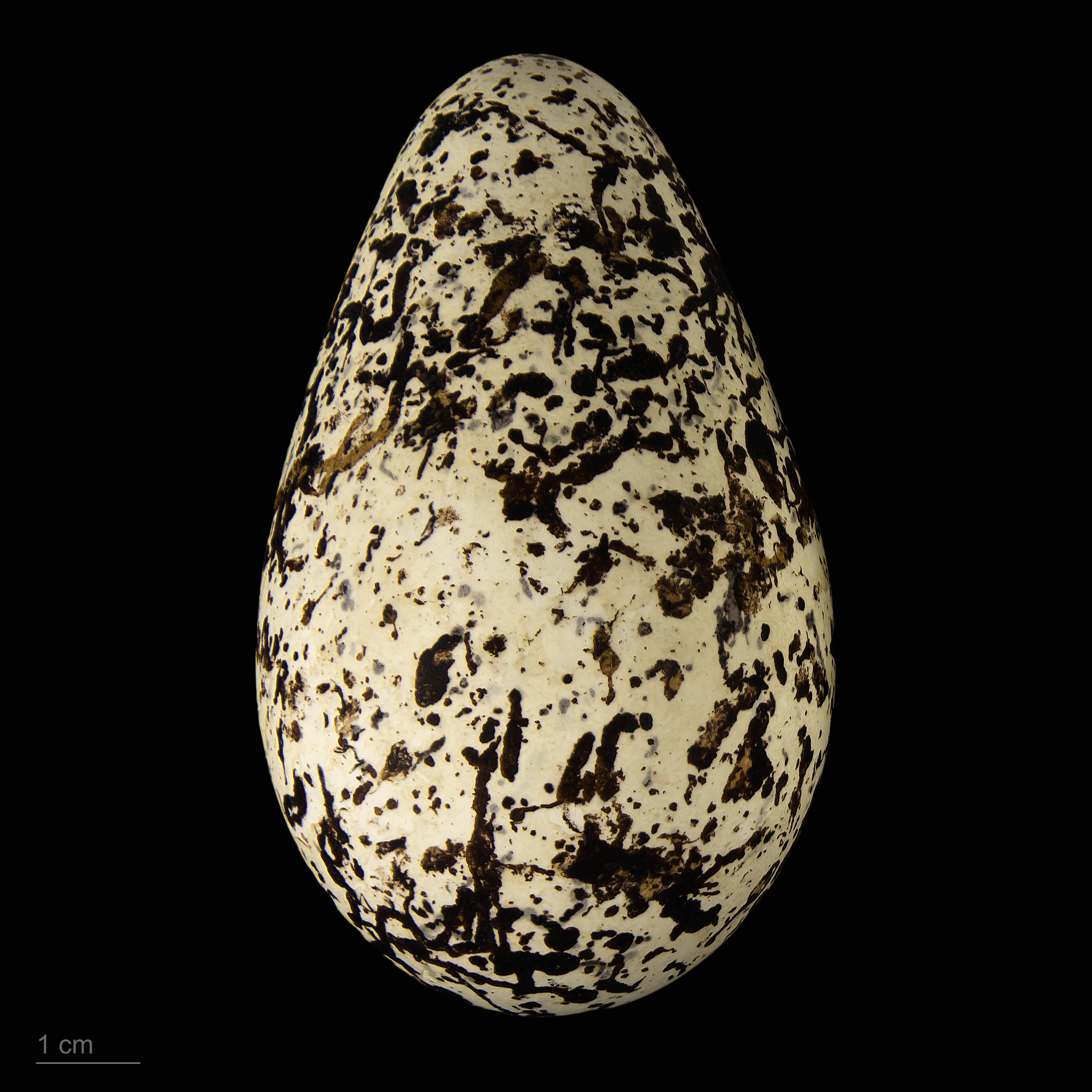
Uria lomvia lomvia

گیله‌مات نوک‌کلفت (نام علمی: Uria lomvia) نام یک گونه از سرده گیله‌مات است.